# Riuttajärvi (sjö i Lieksa, Norra Karelen, 63,41 N, 30,01 Ö)
Riuttajärvi är en sjö i kommunen Lieksa i landskapet Norra Karelen i Finland. Sjön ligger 142,9 meter över havet. Den är 20,2 meter djup. Arean är 90 hektar och strandlinjen är 6,32 kilometer lång. Sjön  ingår i Vuoksens huvudavrinningsområde.   Den ligger omkring 90 kilometer norr om Joensuu och omkring 450 kilometer nordöst om Helsingfors. 
I sjön finns ön Seitasaari. 